# Алюминат лития
Алюминат лития — неорганическое соединение, комплексный оксид металлов лития и алюминия с формулой LiAlO2, бесцветные кристаллы, не растворимые в воде.

## Получение
- Спекание карбоната лития и гидроксида алюминия:

{\displaystyle {\mathsf {Li_{2}CO_{3}+2Al(OH)_{3}\ {\xrightarrow {T}}\ 2LiAlO_{2}+CO_{2}\uparrow +3H_{2}O}}}
- Реакция оксида лития и оксида алюминия совпровождается выделением значительного количества тепла:

{\displaystyle {\mathsf {Li_{2}O+Al_{2}O_{3}\ \rightarrow \ 2LiAlO_{2}}}} + 26 ккал

## Физические свойства
Алюминат лития образует бесцветные (белые) кристаллы.
Не растворяется в воде.

## Химические свойства
- Выщелачивается известью:

{\displaystyle {\mathsf {2LiAlO_{2}+Ca(OH)_{2}\ {\xrightarrow {}}\ 2LiOH+Ca(AlO_{2})_{2}}}}